# Stadio Ali Sami Yen (1964)
Lo stadio Ali Sami Yen è stato un impianto calcistico di Istanbul, in Turchia. Utilizzato dal Galatasaray in più periodi compresi tra il 1964 ed il 2011, poteva contenere 30 000 spettatori e si trovava nel quartiere di Mecidiyeköy, nel distretto di Şişli. 
Aveva una forma ellittica; la tribuna centrale si chiamava Numaralı, mentre opposta ad essa c'era la Kapalı, sede dei principali gruppi ultras. Le due curve prendevano invece i nomi di Yeni Açık ed Eski Açık. Celebre per il caldissimo tifo dei supporter locali, era per questo soprannominato Cehennem ("inferno"). 

## Storia

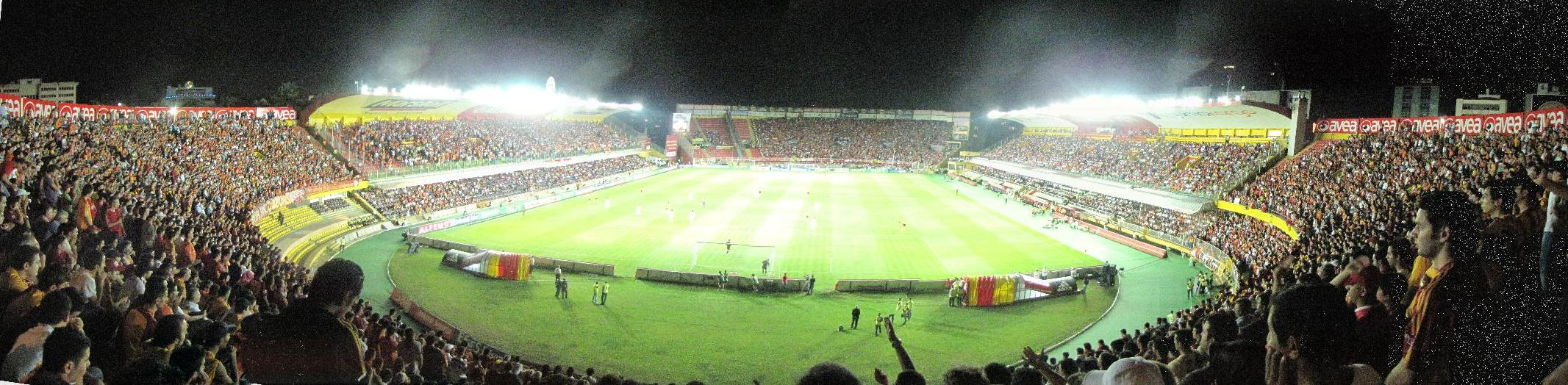
Panoramica del vecchio stadio Ali Sami Yen.

Nel 1939, in seguito ad una riorganizzazione urbana, lo stadio di Taksim, in cui giocavano tutte le squadre di Istanbul, venne demolito per far posto all'omonima piazza e al parco di Gezi. Sebbene nel 1936 il Galatasaray avesse già iniziato i lavori per la costruzione di un nuovo impianto, questi non poterono essere terminati, sia per le condizioni finanziarie del club, sia per lo scoppio della seconda guerra mondiale. Il risultato fu che nel 1945 ci si ritrovò solo con un campo e una piccola tribuna, oltretutto distanti dalla città; per molti anni questo luogo venne, quindi, utilizzato solo come centro di allenamento.
Le cose mutarono nel 1959, quando si iniziò a costruire l'impianto che diventerà famoso. Lo stadio, inaugurato il 20 dicembre 1964, venne intitolato ad Ali Sami Yen, primo presidente del Galatasaray. Negli anni a venire lo stadio fu, però, abbandonato in vari periodi: a causa di problemi al terreno di gioco, la squadra disputò altrove le proprie gare interne per buona parte degli anni '70. Inoltre nel 1999 le gradinate vennero danneggiate da un terremoto; anche se furono in breve parzialmente ricostruite, da qualche anno si stava già cominciando a parlare della costruzione di un nuovo stadio.
Il 13 dicembre 2007, dieci anni dopo l'annuncio dell'iniziale progetto di costruzione del nuovo impianto, vi fu la simbolica posa della prima pietra del nuovo stadio, con una cerimonia a cui furono presenti istituzioni statali. Il vecchio progetto fu cancellato e fu rilanciato un nuovo piano, la cui realizzazione fu affidata alla società tedesca Mete Arat. Nel 2008 la tribuna chiusa inferiore fu rinnovata in linea con gli standard UEFA. Nel 2009, con il cambio dell'azienda di contrattazione, il progetto del nuovo stadio vide un'accelerata. L'apertura del nuovo stadio fu annunciata per il 15 gennaio 2010, ma slittò di un anno. 
Il 12 gennaio 2011 l'Ali Sami Yen ospitò la sua ultima partita, un incontro di Coppa di Turchia tra Galatasaray e Beypazari Sekerspor vinto dai padroni di casa per 3-1. Dopodiché la squadra si trasferì nel moderno stadio Ali Sami Yen e il vecchio stadio Ali Sami Yen fu demolito.

## Struttura
Prima dell'installazione dei posti a sedere nel 1987, lo stadio aveva una capienza di 35 000 spettatori. Le tribune erano costituite da quattro diverse sezioni: tribuna numerata, tribuna chiusa, tribuna aperta vecchia e tribuna aperta nuova. Nel 2005, per problemi di sicurezza strutturale, la tribuna vecchia fu completamente demolita e ricostruita.
Il record di affluenza nello stadio fu stabilito, con 35 845 spettatori, in occasione della partita di campionato tra Galatasaray ed Eskişehirspor del 7 giugno 1987, incontro dopo il quale la squadra di Istanbul conseguì la vittoria del titolo turco. 
La capienza dello stadio prima della demolizione era di 22 800 persone, dopo gli ultimi lavori di ampliamento.

## Galleria d'immagini

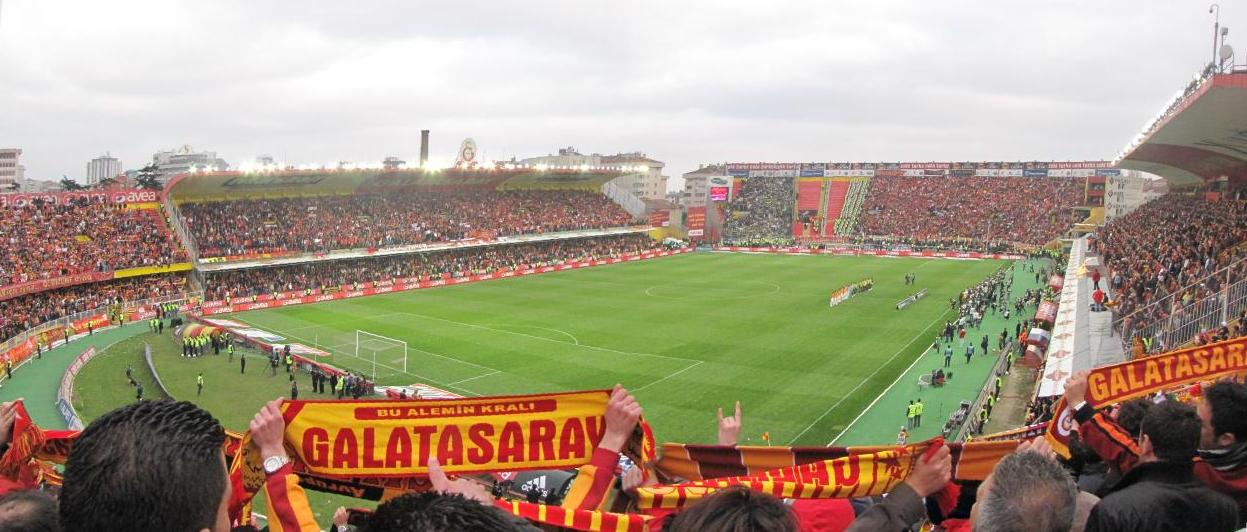
Vista
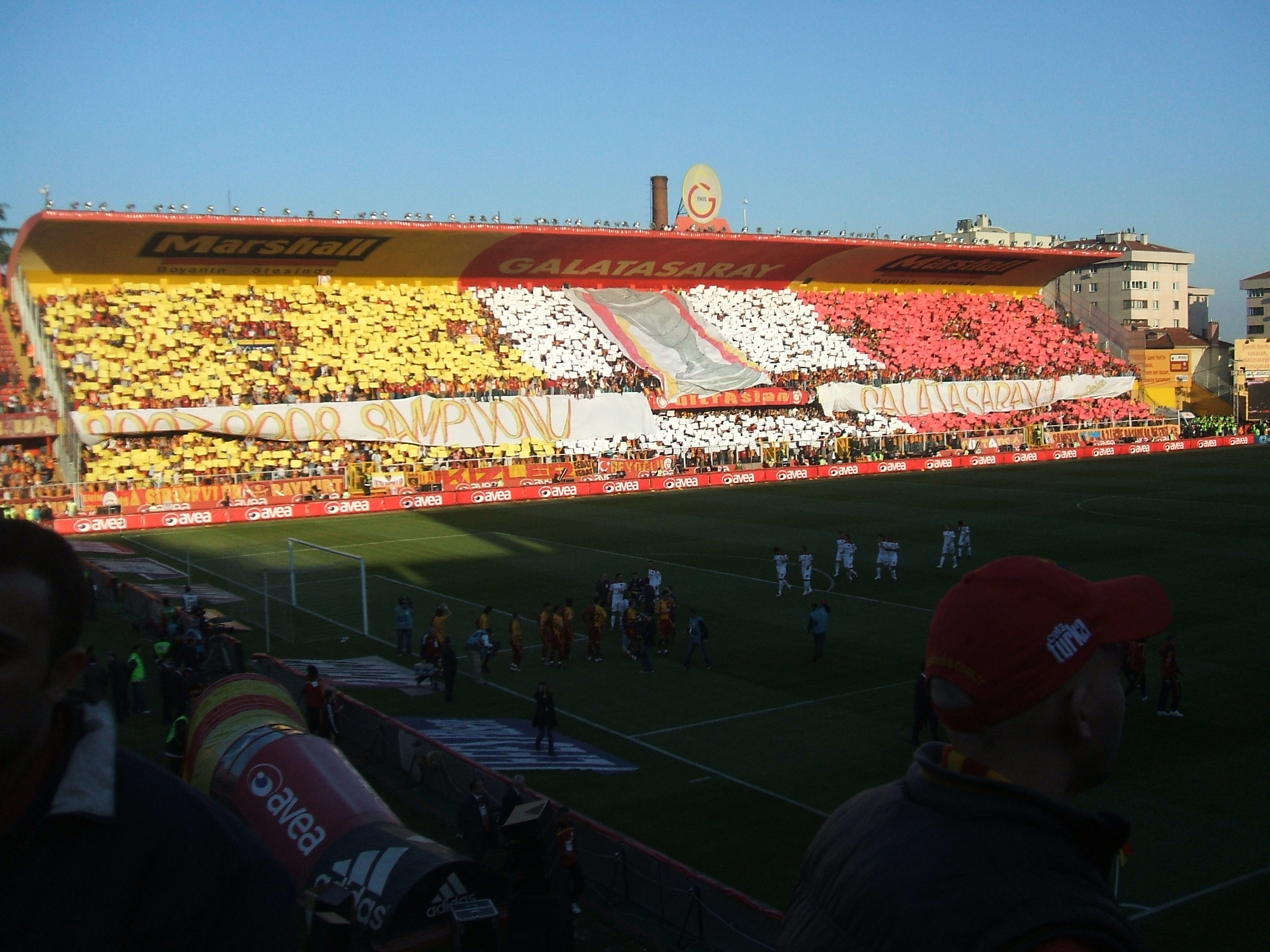
Vista
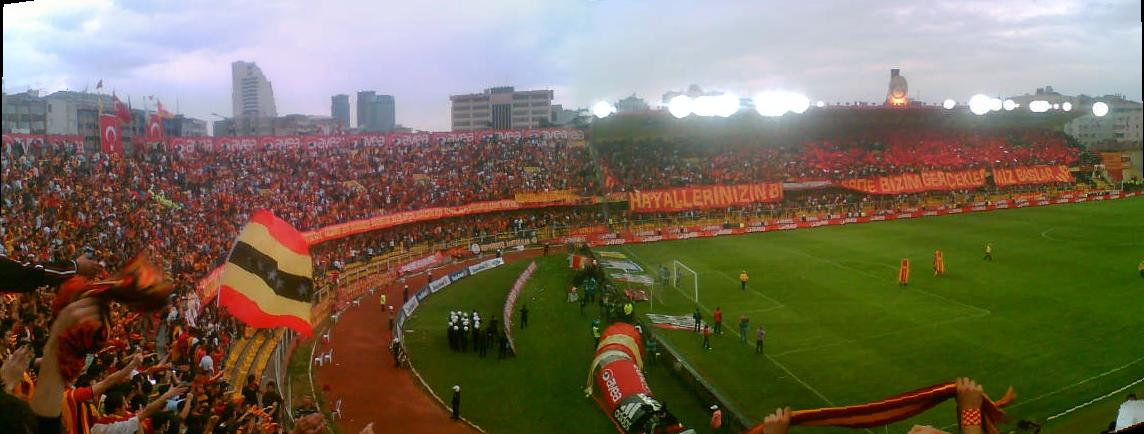
Vista
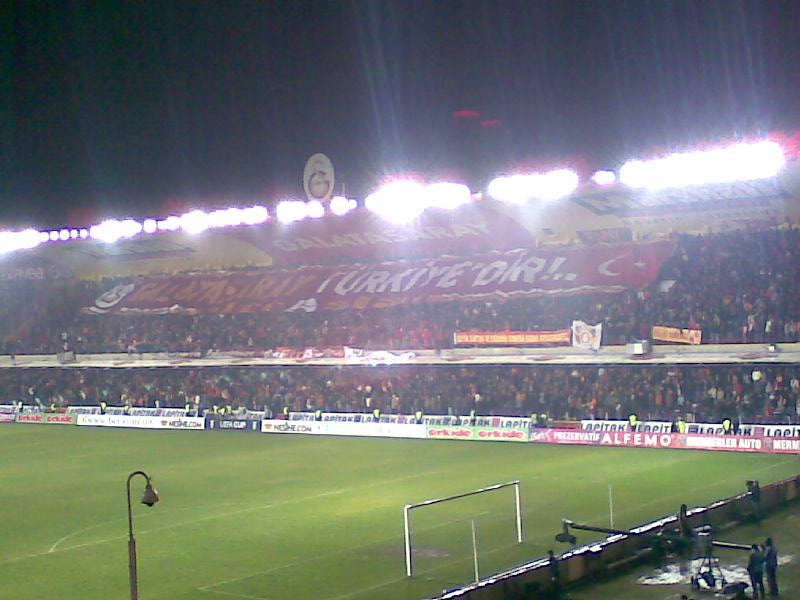
Vista